# Haus für Daʿwa und Rechtleitung
Das Haus für Daʿwa und Rechtleitung (arabisch دار الدعوة والإرشاد, DMG dār ad-daʿwa wa-l-iršād) ist eine 1911 von Raschīd Ridā – dem Gründer der Gesellschaft für Daʿwa und Rechtleitung (dschamāʿat ad-daʿwa wa-l-irschād) 1911 in Kairo – auf der Nilinsel Roda in Kairo gegründete und 1912 eröffnete islamische Missionsschule, die vor allem von muslimischen Jungen aus Indonesien und der Swahilibevölkerung Ostafrikas besucht wurde.
Es gab einen dreijährigen Studiengang, und einen Aufbaustudiengang von weiteren drei Trainingsjahren für den Einsatz als daʿwa-Kraft (dāʿī). Die Aktivitäten der Schule wurden durch den Ersten Weltkrieg unterbrochen und später nicht wieder aufgenommen.